# Kingfisher Kustoms

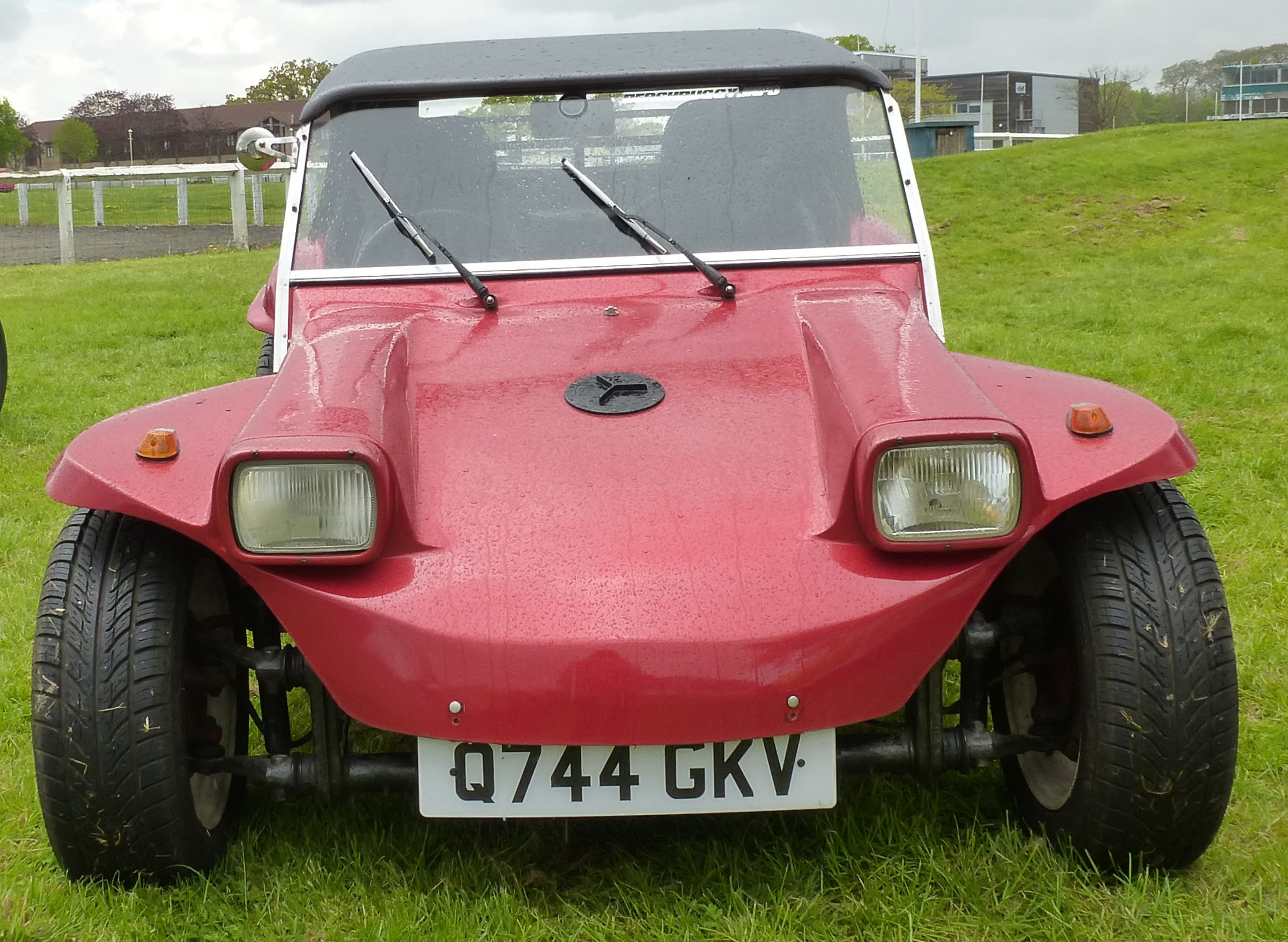
Kingfisher Kustoms Kombat Buggy

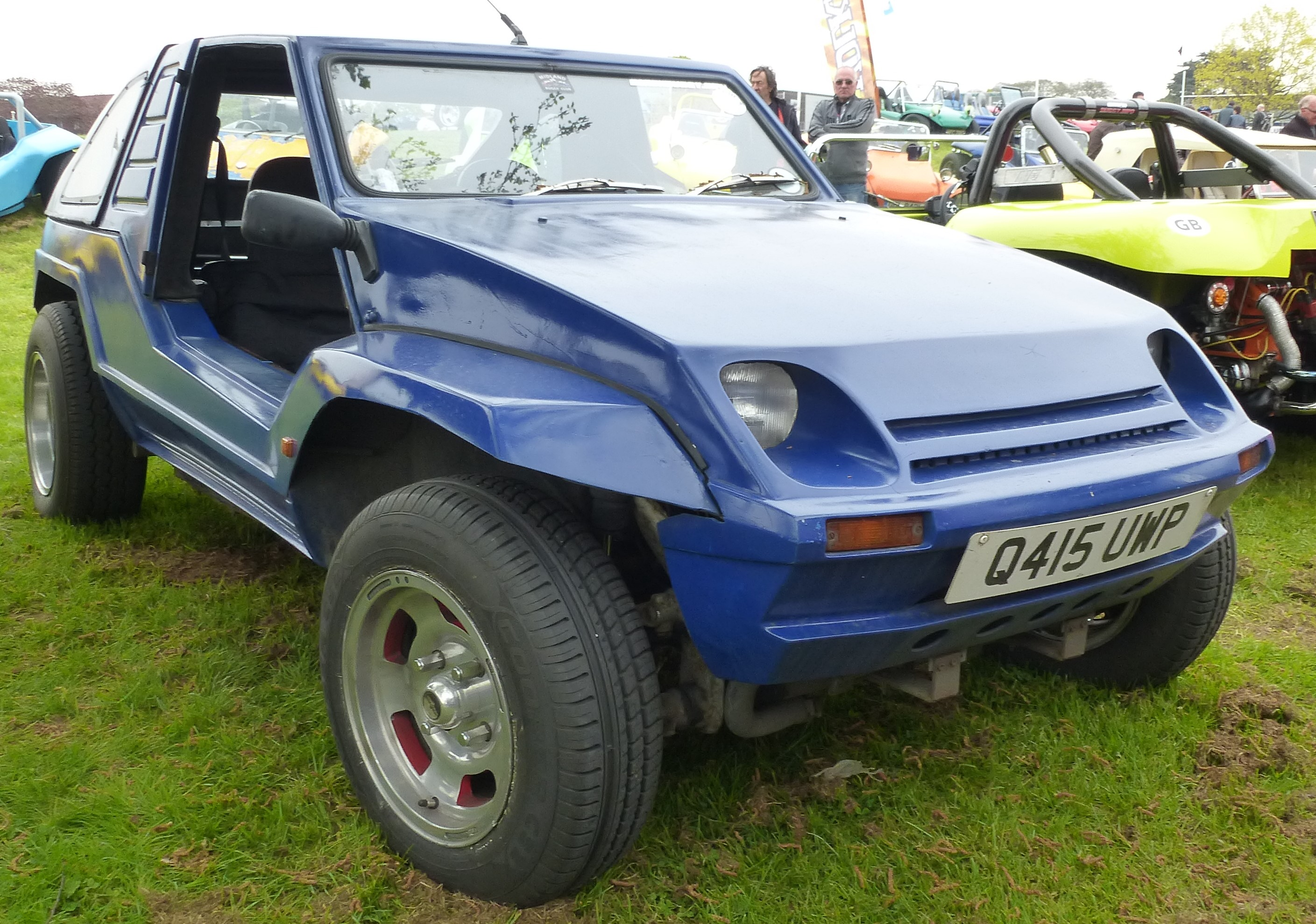
Kingfisher Kustoms Kango (mit Hardtop)

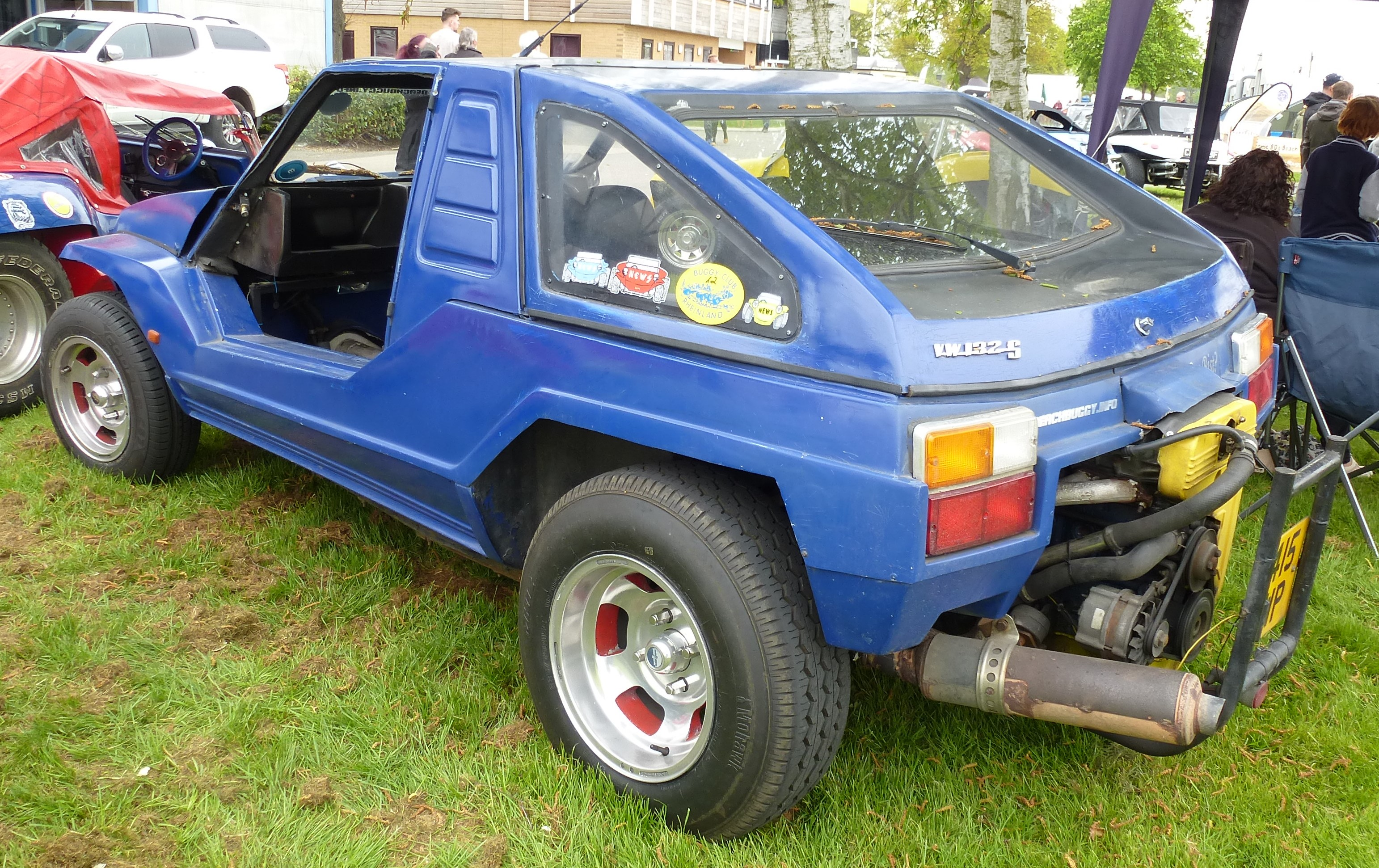
Kingfisher Kustoms Kango (mit Hardtop)

Kingfisher Kustoms ist ein britischer Hersteller von Automobilen.

## Unternehmensgeschichte
Dave Fisher gründete 1983 zusammen mit Alan Jones und John Gurney das Unternehmen in Smethwick in West Midlands. Er begann mit der Produktion von Automobilen und Kits. Der Markenname lautet Kingfisher Kustoms. Insgesamt entstanden bisher etwa 500 Exemplare.

## Fahrzeuge
Chenowth und Kommando sind Sandbahnrennwagen. Ein Stahlrohrrahmen bildet die Basis. Verschiedene Motoren vom Vierzylinder-Boxermotors des VW Käfer über V6-Motoren bis zum V8-Motor treiben die Fahrzeuge an. Bisher entstanden etwa 255 Exemplare.
Der Kombat war ein VW-Buggy, der aus dem Vulture von Vulrod Motors entwickelt wurde. Die Basis bildete ein modifiziertes und gekürztes Fahrgestell vom VW Käfer. Zwischen 1983 und 1991 fand er etwa 100 Käufer.
Vom Kompetitor, einer straßenzugelassenen Version des Kommando, entstanden zwischen 1984 und 1990 etwa 40 Exemplare.
Der Kango war ein Mehrzweckfahrzeug, das ursprünglich in Südafrika entworfen worden war. Das unmodifizierte Käfer-Fahrgestell mit 240 cm Radstand bildete die Basis. Dieses Modell stand von 1985 bis 1990 im Angebot und fand etwa zwölf Käufer.
Der Kal war ein optisch veränderter VW Käfer. Zwischen 1989 und 1993 entstanden etwa 100 Bausätze.